# Țăgșoru
Țăgșoru – wieś w Rumunii, w okręgu Bistrița-Năsăud, w gminie Budești. W 2011 roku liczyła 293 mieszkańców.